# Jardí Enric Morera
El Jardí Enric Morera és un jardí històric del municipi de Figueres (Alt Empordà) inclòs en l'Inventari del Patrimoni Arquitectònic de Catalunya.

## Descripció
És un jardí de planta quadrangular situat entre l'avinguda Salvador Dalí, el Carrer Col·legi, l'edifici Hotel Pirineus i la part de darrere de dos blocs de pisos. Al centre del jardí hi ha un estany a on hi havia granotes (que dona al jardí el sobrenom de "parc de les granotes"), i arbres, flors i bancs en els laterals. Per salvar el desnivell del carrer, presenta per la part externa un sòcol de pedres procedents de l'església de Sant Pere. Destaca la font i embigat per emparrar-hi rosers.

## Història
L'any 1919, aquests terrenys coneguts pel nom de l'Era d'en Desseya eren emprats per "la Unió Esportiva de Figueres" com a camp de futbol. L'any 1936, s'utilitzaren part de les pedres de l'enderrocada església gòtica de Sant Pere per salvar el desnivell del Carrer Col·legi. També és conegut pel nom de "parc de les granotes" o "dels enamorats".
La urbanització d'aquesta zona, es deu a Ricard Giralt. L'arquitecte rebutja crear una gran plaça, per les dimensions exagerades i l'elevat cost econòmic de les expropiacions, i opta per la formació d'uns jardins més petits.